# Protea canaliculata
Protea canaliculata (лат.) — кустарник, вид рода Протея (Protea) семейства Протейные (Proteaceae), эндемик Западно-Капской провинции Южной Африки .

## Ботаническое описание

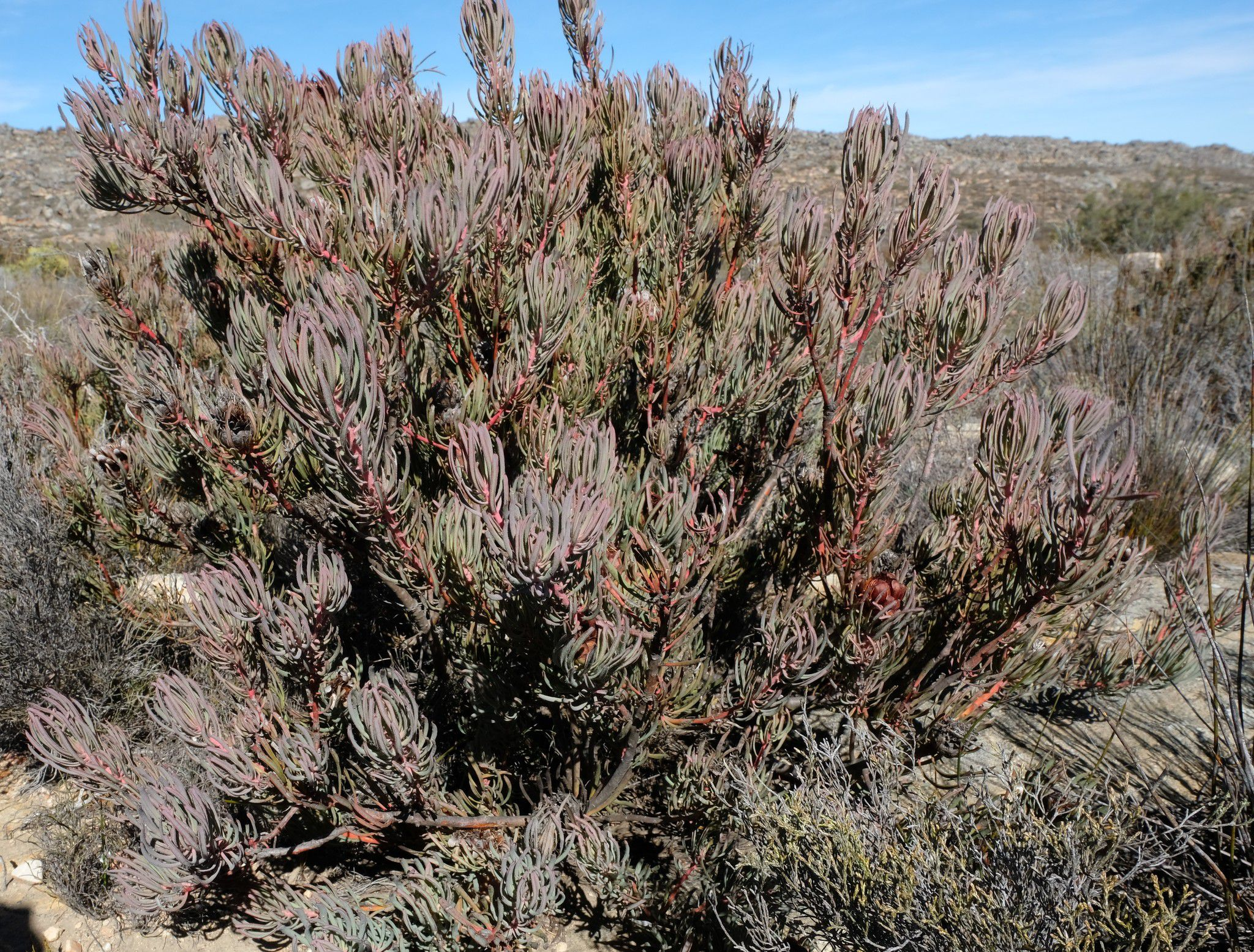
Общий вид P. canaliculata

Protea canaliculata — кустарник высотой 1,2 м. Ветви гладкие красные прилегающие, частичноо прилегающие, или прямостоячие. Листья линейные гладкие длиной 13-18 см и шириной 1,6-3,2 мм, заканчиваются острым кончиком. Листья суженные у основания и с нечёткими прожилками. Верхняя поверхность вогнута, и это образует «особенно прочный канал на обратной стороне его листьев», от которого растение получило видовое название. Цветёт осенью и зимой, с марта по июнь, с пиком в мае. Соцветие сидячее без цветоносного побега высотой 4,4 см и диаметром 3,8 см. Цветочную головку окружают девять рядов прицветников, внешние из которых имеют яйцевидную форму с закруглённой вершиной, покрыты шелковистыми волосками и имеют бахрому из волосков по краям (реснитчатые). Внутренние прицветники более продолговатые и вогнутые по форме, также реснитчатые, но с менее шелковистыми волосками. Растение однодомное, в каждом цветке представлены мужские и женские части. Плоды древесные, они остаются на растении после созревания. Возможные лесные пожары уничтожают зрелые растения, но семена способны пережить пожар, оставаясь в колпачках в высушенном соцветии. При высвобождении после таких пожаров семена разносятся ветром.

## Таксономия
Вид впервые был описан в ботаническом журнале The botanist’s repository, for new and rare plants, созданного Генри Кренком Эндрюсом. Номера этого журнала были недатированными, а авторство описаний видов давно вызывает сомнения. Источники различаются по тому, кто и когда написал текст об этом виде. Современник того времени, Ричард Энтони Солсбери, перечисляя виды Proteaceae в книге 1809 года «О выращивании растений, принадлежащих к естественному отряду Proteeae» (On the cultivation of the plants belonging to the natural order of Proteeae) Джозефа Найта, приписал авторство Protea canaliculata Адриану Харди Хэуорту. Солсбери, который сам не указан в работе, перевёл этот вид в свой новый род Erodendrum, переименовав его в E. pæoniflorum и придумав для него народное название «эродендрум с пионовидными цветками». В 1810 году Роберт Броун представляет этот вид как P. canaliculata и просто приписывает название And. Repos., полностью игнорируя работу Солсбери 1809 года.
В более поздних работах XIX века, в дополнении 1847 года к Genera plantarum secundum ordines naturales disposita Антуана Лорана де Жюссьё Штефан Эндлихер присвоил таксономическое название Andrews Bot. Reposit. со ссылкой на Броуна и в Prodromus Systematis Naturalis Regni Vegetabilis Огюстена Пирама Декандоля, Карл Мейснер в 1856 году процитировал это имя для «Andr. Bot. Repos.».
В 1916 году Джеймс Бриттен высказал мнение, что текст написал Хауорт, и приписал публикацию номера не ранее декабря 1806 года. В 1912 году «Flora Capensis Haworth» также упоминается как авторитетное имя.
В 1941 году Такэносин Накаи назвал дату 1806. Хотя он не датировал её точной датой, вид, опубликованный незадолго до этого в журнале, датировался 1 декабря 1806 года, и в том году было опубликовано только пять новых видов.
В 1988 году «Таксономическая литература» приписывала вид Джорджу Джексону, датируя публикацию декабрём 1806 года вместе с восемью другими гербарными листами.

## Распространение и местообитание
Protea canaliculata — эндемик центрального региона Западно-Капской провинции Южной Африки. Произрастает на горных хребтах Малого Кару, где встречается от гор Хекс-Ривер до Вабумсберга и Грут-Свартберга. Растёт на перевале Оберг, Западный Кейп. [4] Этот вид обычно встречается с низкой плотностью в виде разбросанных на большой территории отдельных растений, но иногда вид можно встретить растущими группами в густых насаждениях. Растёт на каменистых, открытых, кварцитовых или песчаниковых почвах на высотах от 800 до 1500 м в финбоше.

## Биология
Опыление, вероятно, происходит птицами, а также грызунами.

## Культивирование
Впервые Protea canaliculata был выращен в Европе в первые несколько лет XIX века из коллекции богатого купца Джорджа Хибберта из семян, собранных Джеймсом Нивеном в долине под названием Ланге Клооф в районе Кейптауна.

## Охранный статус
Мировая популяция этого вида считалась не находящейся под угрозой исчезновения в 1998 году. Впервые он был оценен как «вид, вызывающий наименьшие опасения» Южноафриканским национальным институтом биоразнообразия в 2009 году. Согласно оценке 2019 года, вид широко распространен и не находится под угрозой исчезновения, при этом общая численность населения считается стабильной. В настоящее время угроз для вида нет, но потенциальные угрозы, выявленные для местных насаждений, представляют собой конкуренцию со стороны инвазивных растений и слишком частые пожары. Поскольку этому виду нужно время, чтобы созреть, прежде чем дать завязку семян, пожары, возникающие слишком быстро друг за другом, могут убить растения, прежде чем они смогут плодоносить.